# Nights from the Alhambra
Nights from the Alhambra é um álbum ao vivo da cantora e compositora canadense Loreena McKennitt, lançado em 2007.
Foi gravado ao vivo em setembro de 2006 em Granada, Espanha, no complexo de Alhambra, palácio de Carlos V.
O concerto marcou o regresso de McKennitt ao cenário mundial após uma ausência de 7 anos.

## Faixas

### Disco 1
1. "The Mystic's Dream"
2. "She Moved Through the Fair"
3. "Stolen Child"
4. "The Mummer's Dance"
5. "Penelope's Song"
6. "Marco Polo"
7. "The Bonny Swans"
8. "Dante's Prayer"
9. "Caravanserai"

### Disco 2
1. "Bonny Portmore"
2. "Santiago"
3. "Raglan Road"
4. "All Souls Night"
5. "The Lady of Shalott"
6. "The Old Ways"
7. "Never-Ending Road (Amhrán Duit)"
8. "Huron `Beltane` Fire Dance"
9. "Cymbeline"

- As faixas aparecem na mesma ordem em DVD. Nele também estão incluídos comentários de McKennitt sobre as canções.

## Desempenho nas paradas

### Álbum
| Paradas (2007)         | Melhor posição. |
| ---------------------- | --------------- |
| Billboard 200          | 190             |
| Top Internet Albums    | 190             |
| Top World Music Albums | 2               |